# Like You'll Never See Me Again
«Like You'll Never See Me Again » es una canción grabada por la cantautora estadounidense Alicia Keys para su tercer álbum de estudio As I Am (2007). Se lanzó el 22 de enero de 2008 por J Records. Alcanzó el número 12 en el Billboard Hot 100 y se convirtió en su segundo éxito consecutivo de las listas de R&B permaneciendo en la cima de la lista Hot R&B/Hip-Hop Songs durante siete semanas y desplazando a «No One»
En 2008, la canción ganó dos premios NAACP Image, por video musical y canción destacada y un premio ASCAP Rhythm & Soul Music Award por mejor canción de R&B/Hip-Hop.

## Recepción crítica
Nate Chinem del The New York Times escribió que la canción es una prima lejana de «Purple Rain» de Prince. J. Freedom du Lac de Washington Post estuvo de acuerdo y escribió que «la pista sexy y principesca es, con mucho, la mejor pista del álbum». Rodney Dugue de Spin escribió que la canción es una «canción de cuna de ensueño, donde ella reflexiona sobre si será apreciada después de que un amante deje de llamarla por su nombre». Edna Gundersen de USA Today elogió la pista, refiriéndose a ella como un «clásico instantáneo y encantador, donde Keys simplemente deslumbra, demostrando su bloqueo en el futuro independientemente del destino de la industria». Stephanie Merrit de The Observer lo llamó una «pista dulce y suave».

## Listas y formatos
- Europa / Australia CD[6]

1. «Like You'll Never See Me Again» (Versión álbum) – 5:15
2. «Like You'll Never See Me Again» (Seiji Club Mix) – 6:56

- Europa promocional CD Maxisencillo[7]

1. «Like You'll Never See Me Again» (Radio Edit) – 4:07
2. «Like You'll Never See Me Again» (Seiji Remix) – 3:43
3. «Like You'll Never See Me Again» (Jony Rockstar Remix) – 3:50
4. «Like You'll Never See Me Again» (Video)

- Estados Unidos / Europa promocional CD[8]

1. «Like You'll Never See Me Again» (Radio Edit) – 4:07
2. «Like You'll Never See Me Again» (Instrumental) – 5:14
3. «Like You'll Never See Me Again» (Call Out Hook) – 0:10

- Japón promocional CD[9]

1. «Like You'll Never See Me Again» (Main)
2. «Like You'll Never See Me Again» (Jony Rockstar Remix)
3. «Like You'll Never See Me Again» (Seiji Remix)
4. «No One» (Main)

- Descarga digital[10]

1. «Like You'll Never See Me Again» (Remix) (com Ludacris) – 3:57

## Posicionamiento en listas
| Listas (2007-2008)                         | Mejor posición |
| ------------------------------------------ | -------------- |
| Alemania (Official German Charts)          | 63             |
| Australia (ARIA)                           | 77             |
| Australia Urban (ARIA)                     | 19             |
| Bélgica (Ultratip Bubbling Under) Flanders | 17             |
| Bélgica (Ultratip Bubbling Under) Wallonia | 6              |
| Canadá (CHR Top 40)                        | 46             |
| Eslovaquia (Radio Top 100)                 | 100            |
| Estados Unidos (Billboard Hot 100)         | 12             |
| Estados Unidos (Hot R&B/Hip-Hop Songs)     | 1              |
| Estados Unidos (Mainstream Top 40)         | 25             |
| Estados Unidos (Pop 100)                   | 32             |
| Estados Unidos (Rhythmic)                  | 4              |
| Estados Unidos (Smooth Jazz Songs)         | 19             |
| Irlanda (IRMA)                             | 48             |
| Países Bajos (Dutch Top 40)                | 20             |
| Países Bajos (Single Top 100)              | 84             |
| Reino Unido (UK Singles Chart)             | 53             |
| Reino Unido (UK R&B Singles)               | 3              |
| Rumania (Airplay 100)                      | 97             |
| Suecia (Sverigetopplistan)                 | 57             |

| Listas (2008)                          | Mejor posición |
| -------------------------------------- | -------------- |
| Estados Unidos (Billboard Hot 100)     | 47             |
| Estados Unidos (Hot R&B/Hip-Hop Songs) | 1              |
| Estados Unidos (Rhythmic)              | 32             |

| Listas (2000-2009)                     | Mejor posición |
| -------------------------------------- | -------------- |
| Estados Unidos (Hot R&B/Hip-Hop Songs) | 10             |

## Certificaciones
| País (organismo certificador) | Certificación | Unidades certificadas |
| ----------------------------- | ------------- | --------------------- |
| Estados Unidos (RIAA)         | Platino       | 1 000 000             |

## Historial de lanzamiento
| País           | Fecha               | Versión  | Formato                | Discográfica | Ref    |
| -------------- | ------------------- | -------- | ---------------------- | ------------ | ------ |
| Estados Unidos | 22 de enero de 2008 | Original | Contemporary hit radio | J            | [ 36 ] |
| Estados Unidos | 11 de marzo de 2008 | Remix    | Descarga digital       | J            | [ 37 ] |
| Australia      | 7 de abril de 2008  | Original | CD                     | Sony BMG     | [ 38 ] |
| Alemania       | 9 de mayo de 2008   | Original | CD y Maxisencillo      | Sony BMG     | [ 11 ] |